# Chirisofo (toreuta)
Chirisofo (in greco antico: Χειρίσοφος?, Cheirìsophos; I secolo – I secolo) è stato un artista, incisore e orafo greco antico, specializzato come toreuta.

## Biografia
Chirisofo fu attivo in Italia, probabilmente in Campania nel I secolo d.C., e realizzò due coppe decorate a rilievo trovate in una tomba ad Hoby nell'isola di Lolland in Danimarca, ed ora conservate ed esposte nel Museo nazionale danese.
Una di queste, firmata in caratteri greci, raffigura Priamo che richiede ad Achille il corpo di Ettore; invece l'altra, recante la firma in lettere latine, rappresenta Odisseo e Filottete, ossia il mito dell'abbandono di Filottete a Lemno e del suo richiamo.
I soggetti, derivati dai modelli di arte attica del IV secolo a.C., sono realizzati stilisticamente con la caratteristica intonazione classicista del periodo augusteo e giulio-claudia.
Queste due opere sono simili a quelle rinvenute a Boscoreale.
Recano in grafito una notazione classificante oltre che il nome Silius, che presumibilmente è quello di Gaio Silio, legato della Germania superiore fra il 14 e il 21.

## Opere
- Due coppe decorate a rilievo raffigurante scene tratte dall'Iliade.